# Jorge Cobanco
Jorge Cobanco (Lisboa, 21 de Agosto de 1940 - 1991) foi um jornalista e escritor português. 

## Biografia
Com apenas 8 anos foi para Angola. Foi em Angola, que iniciou aquela que viria a ser uma forte carreira ligada ao Jornalismo, essencialmente radiofónico. Trabalhou no Rádio Clube do Bié, na Rádio Clube do Cuanza-Sul e outras rádios angolanas.
Editou o seu primeiro livro, em 1970, dedicado à temática da guerra 11 Meses de Guerra em Angola. Em 1973 edita o seu primeiro livro de crónicas.
No campo do Jornalismo, já em Portugal, passaria pela RDP, Rádio Renascença, Rádio Comercial e RTP. Na RTP apresentou o programa "Venha tomar café connosco” entre 6 de novembro de 1982 e 19 de fevereiro de 1983.
Em 1988 lança um romance intitulado Seiva de Sangue cuja história se desenrolava na sua “amada” Angola.
Dono de uma voz verdadeiramente melodiosa e cheia, Jorge Cobanco deu corpo e alma a imensos programas de rádio que marcaram os anos 80 em Portugal.
Viria a falecer, prematuramente, em 1991, com apenas 50 anos, vítima de doença prolongada. Deixou dois filhos.

## Obras
- 11 meses de guerra em Angola (1970)
- Na Margem do Tempo (1973)
- Seiva de sangue (1988)